# نشویل (جورجیا)
نشویل، جورجیا (به انگلیسی: Nashville, Georgia) یک شهر در ایالات متحده آمریکا با جمعیت ۴٬۹۳۹ نفر است که در جورجیا واقع شده‌است.

## موقعیت جغرافیایی
موقعیت جغرافیایی شهرها و مناطق اطراف به شرح زیر است: